# 羅德里戈·阿爾維姆
羅德里戈·阿爾維姆（葡萄牙語：Rodrigo Alvim，1983年11月23日—），是一位巴西足球運動員。現在他效力於德甲球隊沃爾夫斯堡，在場上司職左後衛。

## 榮譽
禾夫斯堡
- 德國甲組聯賽 冠軍：2008-2009賽季